# Großer Plunzsee
Der Große Plunzsee ist ein rund 24 Hektar großes Gewässer auf der Gemarkung der Stadt Angermünde im Landkreis Uckermark im Land Brandenburg.
Der See liegt westlich des Stadtzentrums und dort südlich des Ortsteils Zuchenberg im Waldgebiet Grumsiner Forst/Redernswalde. Südöstlich befindet sich der weitere Ortsteil Schmargendorf, südwestlich Luisenfelde, ein Wohnplatz der Gemeinde Ziethen. Am südlichen Ufer befindet sich mit dem Fennbruchgraben ein Zufluss; am nördlichen Ufer besteht eine Verbindung zum nördlich gelegenen Kleinen Plunzsee.
Der See wird für den Angelsport und die Berufsfischerei genutzt.
Erstmals schriftlich erwähnt wurde der See im Jahr 1589 als „der grosse Pluntz“. Der Name ist altpolabischen Ursprungs. Er leitet sich wahrscheinlich vom Wort *plon für „eben, flach; unfruchtbar“ ab.